# Etapa Provincial del Cusco 2023
La Etapa Provincial del Cusco 2023 es un torneo de futbol en el que participan los campeones y subcampeones de los distritos de la provincia del Cusco.

## Formato
El torneo contará con la presencia de 16 equipos divididos en 4 grupos donde jugarán en ronda de todos contra todos. Los dos primeros de cada grupo pasarán a los cuartos de final, luego a la semifinal y después a la final. El campeón y el subcampeón de esta etapa serán los representantes en la Etapa Departamental del Cusco 2023. El sorteo se realizó en la sede de la Liga Provincial de Futbol del Cusco el 17 de mayo y se estableció que comenzaría el 24 de mayo.

## Equipos participantes
| Distrito      | Campeón                            | Grupo | Subcampeón                                      | Grupo |
| ------------- | ---------------------------------- | ----- | ----------------------------------------------- | ----- |
| Ccorca        | Juventud Municipal                 | D     | San Jorge                                       | B     |
| Cusco         | Ingeniería Civil                   | A     | Universidad San Antonio Abad del Cusco - UNSAAC | D     |
| Poroy         | Cultural Roland                    | B     | Mariscal Gamarra                                | C     |
| San Jerónimo  | Pluma de Oro                       | B     | Alejandro Velasco Astete                        | C     |
| San Sebastián | FC Granada                         | A     | Patrón San Sebastián                            | B     |
| Santiago      | Almudena FBC                       | D     | Miguel Magone                                   | A     |
| Saylla        | Los Chankas FC                     | C     | Ramón Castilla de Angostura                     | D     |
| Wanchaq       | Universidad Andina del Cusco - UAC | C     | Juventud Progreso                               | A     |

## Primera etapa - Fase de grupos
La primera fecha se desarrolló entre el 24 y 25 de mayo.
La segunda fecha se desarrolló entre el 27 y 28 de mayo.
La cuarta fecha se desarrolló entre el 3 y 4 de junio.
La sexta fecha se desarrolló entre el 10 y 11 de junio.

### Grupo A
| FECHA      | HORA  | Equipo 1          |   | Equipo 2          |    | Estadio                           |
| ---------- | ----- | ----------------- | - | ----------------- | -- | --------------------------------- |
| 24/05/2023 | 11:00 | Ingeniería Civil  | 2 | Juventud Progreso | 1  | Estadio Municipal de San Jerónimo |
| 24/05/2023 | 14:00 | FC Granada        | 1 | Miguel Magone     | 1  | Estadio Diego Quispe Tito         |
| 27/05/2023 | 14:00 | Juventud Progreso | 7 | FC Granada        | 1  | Estadio El Hueco                  |
| 27/05/2023 | 15:00 | Miguel Magone     | 0 | Ingeniería Civil  | 5  | Estadio Municipal de San Jerónimo |
| 01/06/2023 | 9:30  | Miguel Magone     | 0 | Juventud Progreso | 2  | Estadio El Bosque de Ccoripata    |
| 01/06/2023 | 15:00 | Ingeniería Civil  | 7 | FC Granada        | 0  | Estadio Municipal de San Jerónimo |
| 03/06/2023 | 14:00 | Juventud Progreso | 1 | Ingeniería Civil  | 0  | Estadio El Hueco                  |
| 04/06/2023 | 10:00 | Miguel Magone     | 2 | FC Granada        | 4  | Estadio El Bosque de Ccoripata    |
| 07/06/2023 | 15:00 | Miguel Magone     | 0 | Ingeniería Civil  | 14 | Estadio El Bosque de Ccoripata    |
| 08/06/2023 | 15:00 | FC Granada        | 0 | Juventud Progreso | 3  | Estadio Diego Quispe Tito         |
| 10/06/2023 | 12:00 | Juventud Progreso | 2 | Miguel Magone     | 2  | Estadio El Hueco                  |
| 11/06/2023 | 15:00 | FC Granada        | 1 | Ingeniería Civil  | 3  | Estadio Diego Quispe Tito         |

#### Tabla de posiciones GRUPO A
| Pos. | Equipo            | Pts. | PJ | PG | PE | PP | GF | GC | Dif. |
| ---- | ----------------- | ---- | -- | -- | -- | -- | -- | -- | ---- |
| 1.º  | Ingeniería Civil  | 15   | 6  | 5  | 0  | 1  | 31 | 3  | 28   |
| 2.º  | Juventud Progreso | 13   | 6  | 4  | 1  | 1  | 16 | 5  | 11   |
| 3.º  | FC Granada        | 4    | 6  | 1  | 1  | 4  | 7  | 23 | −16  |
| 4.º  | Miguel Magone     | 2    | 6  | 0  | 2  | 4  | 5  | 28 | −23  |

|  | Clasifica a cuartos de final. |

### Grupo B
| FECHA      | HORA  | Equipo 1             |   | Equipo 2             |   | Estadio                     |
| ---------- | ----- | -------------------- | - | -------------------- | - | --------------------------- |
| 24/05/2023 | 13:00 | Pluma de Oro         | 1 | Patrón San Sebastián | 1 | Estadio Cajonahuaylla       |
| 24/05/2023 | 15:00 | Cultural Roland      | 1 | San Jorge            | 1 | Estadio Municipal de Poroy  |
| 27/05/2023 | 13:00 | Pluma de Oro         | 4 | San Jorge            | 0 | Estadio Cajonahuaylla       |
| 28/05/2023 | 15:00 | Patrón San Sebastián | 2 | Cultural Roland      | 1 | Estadio Diego Quispe Tito   |
| 31/05/2023 | 13:00 | Pluma de Oro         | 1 | Cultural Roland      | 1 | Estadio Cajonahuaylla       |
| 01/06/2023 | 15:00 | San Jorge            | 5 | Patrón San Sebastián | 2 | Estadio Municipal de Ccorca |
| 04/06/2023 | 13:00 | San Jorge            | 1 | Cultural Roland      | 3 | Estadio Municipal de Ccorca |
| 04/06/2023 | 15:00 | Patrón San Sebastián | 0 | Pluma de Oro         | 2 | Estadio Diego Quispe Tito   |
| 07/06/2023 | 12:00 | Cultural Roland      | 4 | Patrón San Sebastián | 0 | Estadio Municipal de Poroy  |
| 08/06/2023 | 15:00 | San Jorge            | 1 | Pluma de Oro         | 2 | Estadio Municipal de Ccorca |
| 10/06/2023 | 15:00 | Patrón San Sebastián | 3 | San Jorge            | 0 | Estadio Diego Quispe Tito   |
| 11/06/2023 | 15:00 | Cultural Roland      | 0 | Pluma de Oro         | 4 | Estadio Municipal de Poroy  |

#### Tabla de posiciones GRUPO B
| Pos. | Equipo               | Pts. | PJ | PG | PE | PP | GF | GC | Dif. |
| ---- | -------------------- | ---- | -- | -- | -- | -- | -- | -- | ---- |
| 1.º  | Pluma de Oro         | 14   | 6  | 4  | 2  | 0  | 14 | 3  | 11   |
| 2.º  | Cultural Roland      | 8    | 6  | 2  | 2  | 2  | 10 | 9  | 1    |
| 3.º  | Patrón San Sebastián | 7    | 6  | 2  | 1  | 3  | 8  | 13 | −5   |
| 4.º  | San Jorge            | 4    | 6  | 1  | 1  | 4  | 8  | 15 | −7   |

|  | Clasifica a cuartos de final. |

### Grupo C
| FECHA      |       | Equipo 1                           |   | Equipo 2                           |   | Estadio                    |
| ---------- | ----- | ---------------------------------- | - | ---------------------------------- | - | -------------------------- |
| 24/05/2023 | 12:00 | Universidad Andina del Cusco - UAC | 0 | Mariscal Gamarra                   | 0 | Estadio El Hueco           |
| 25/05/2023 | 15:00 | Los Chankas FC                     | 1 | Alejandro Velasco Astete           | 2 | Estadio de Saylla          |
| 27/05/2023 | 12:00 | Universidad Andina del Cusco - UAC | 3 | Alejandro Velasco Astete           | 1 | Estadio El Hueco           |
| 28/05/2023 | 15:00 | Mariscal Gamarra                   | 4 | Los Chankas FC                     | 1 | Estadio Municipal de Poroy |
| 31/05/2023 | 11:00 | Universidad Andina del Cusco - UAC | 4 | Los Chankas FC                     | 2 | Estadio El Hueco           |
| 31/05/2023 | 15:00 | Alejandro Velasco Astete           | 0 | Mariscal Gamarra                   | 2 | Estadio Cajonahuaylla      |
| 03/06/2023 | 15:00 | Alejandro Velasco Astete           | 2 | Los Chankas FC                     | 0 | Estadio Municipal de Poroy |
| 04/06/2023 | 12:00 | Mariscal Gamarra                   | 1 | Universidad Andina del Cusco - UAC | 2 | Estadio El Hueco           |
| 08/06/2023 | 12:00 | Alejandro Velasco Astete           | 0 | Universidad Andina del Cusco - UAC | 2 | Estadio Cajonahuaylla      |
| 08/06/2023 | 14:00 | Los Chankas FC                     | 2 | Mariscal Gamarra                   | 1 | Estadio de Saylla          |
| 10/06/2023 | 11:00 | Mariscal Gamarra                   | 0 | Alejandro Velasco Astete           | 0 | Estadio Municipal de Poroy |
| 11/06/2023 | 11:00 | Los Chankas FC                     | 1 | Universidad Andina del Cusco - UAC | 3 | Estadio de Saylla          |

#### Tabla de posiciones GRUPO C
| Pos. | Equipo                             | Pts. | PJ | PG | PE | PP | GF | GC | Dif. |
| ---- | ---------------------------------- | ---- | -- | -- | -- | -- | -- | -- | ---- |
| 1.º  | Universidad Andina del Cusco - UAC | 16   | 6  | 5  | 1  | 0  | 14 | 5  | 9    |
| 2.º  | Mariscal Gamarra                   | 8    | 6  | 2  | 2  | 2  | 8  | 5  | 3    |
| 3.º  | Alejandro Velasco Astete           | 7    | 6  | 2  | 1  | 3  | 5  | 8  | −3   |
| 4.º  | Los Chankas FC                     | 3    | 6  | 1  | 0  | 5  | 7  | 16 | −9   |

|  | Clasifica a cuartos de final. |

### Grupo D
| FECHA      | HORA  | Equipo 1                                        |   | Equipo 2                                        |   | Estadio                     |
| ---------- | ----- | ----------------------------------------------- | - | ----------------------------------------------- | - | --------------------------- |
| 24/05/2023 | 10:00 | Almudena FBC                                    | 3 | Ramón Castilla                                  | 1 | Estadio Ccoripata           |
| 25/05/2023 | 14:00 | Juventud Municipal                              | 3 | Universidad San Antonio Abad del Cusco - UNSAAC | 3 | Estadio Municipal de Ccorca |
| 27/05/2023 | 13:00 | Almudena FBC                                    | 3 | Universidad San Antonio Abad del Cusco - UNSAAC | 1 | Estadio Ccoripata           |
| 28/05/2023 | 14:00 | Ramón Castilla                                  | 1 | Juventud Municipal                              | 0 | Estadio Municipal de Saylla |
| 31/05/2023 | 9:30  | Almudena FBC                                    | 5 | Juventud Municipal                              | 2 | Estadio Ccoripata           |
| 31/05/2023 | 13:00 | Universidad San Antonio Abad del Cusco - UNSAAC | 2 | Ramón Castilla                                  | 0 | Estadio El Hueco            |
| 04/06/2023 | 14:00 | Ramón Castilla                                  | 2 | Almudena FBC                                    | 1 | Estadio Municipal de Saylla |
| 04/06/2023 | 14:00 | Universidad San Antonio Abad del Cusco - UNSAAC | 3 | Juventud Municipal                              | 0 | Estadio El Hueco            |
| 07/06/2023 | 11:00 | Universidad San Antonio Abad del Cusco - UNSAAC | 1 | Almudena FBC                                    | 0 | Estadio El Hueco            |
| 07/06/2023 | 14:00 | Juventud Municipal                              | 1 | Ramón Castilla                                  | 0 | Estadio Municipal de Ccorca |
| 11/06/2023 | 10:00 | Juventud Municipal                              | 0 | Almudena FBC                                    | 1 | Estadio Municipal de Ccorca |
| 11/06/2023 | 11:00 | Ramón Castilla                                  | 3 | Universidad San Antonio Abad del Cusco - UNSAAC | 2 | Estadio Municipal de Saylla |

#### Tabla de posiciones GRUPO D
| Pos. | Equipo                                          | Pts. | PJ | PG | PE | PP | GF | GC | Dif. |
| ---- | ----------------------------------------------- | ---- | -- | -- | -- | -- | -- | -- | ---- |
| 1.º  | Almudena FBC                                    | 12   | 6  | 4  | 0  | 2  | 13 | 7  | 6    |
| 2.º  | Universidad San Antonio Abad del Cusco - UNSAAC | 10   | 6  | 3  | 1  | 2  | 12 | 9  | 3    |
| 3.º  | Ramón Castilla de Angostura                     | 9    | 6  | 3  | 0  | 3  | 7  | 9  | −2   |
| 4.º  | Juventud Municipal                              | 4    | 6  | 1  | 1  | 4  | 6  | 13 | −7   |

|  | Clasifica a cuartos de final. |

## Segunda etapa - Cuartos de final
Partidos de ida
| Fecha      | Hora  | Equipo 1                                        |   | Equipo 2          |   | Estadio                           |
| ---------- | ----- | ----------------------------------------------- | - | ----------------- | - | --------------------------------- |
| 17/06/2023 | 10:00 | Cultural Roland                                 | 2 | Almudena FBC      | 1 | Estadio Municipal de Poroy        |
| 17/06/2023 | 11:00 | Universidad Andina del Cusco - UAC              | 0 | Juventud Progreso | 1 | Estadio Municipal de San Jerónimo |
| 17/06/2023 | 12:00 | Universidad San Antonio Abad del Cusco - UNSAAC | 2 | Pluma de Oro      | 2 | Estadio El Hueco                  |
| 17/06/2023 | 12:00 | Mariscal Gamarra                                | 2 | Ingeniería Civil  | 1 | Estadio Municipal de Poroy        |

Partidos de Vuelta
| Fecha      | Hora  | Equipo 1                           |       | Equipo 2                                        |       | Estadio               |
| ---------- | ----- | ---------------------------------- | ----- | ----------------------------------------------- | ----- | --------------------- |
| 23/06/2023 | 10:00 | Ingeniería Civil                   | 0     | Mariscal Gamarra                                | 1     | Estadio Ccoripata     |
| 24/06/2023 | 10:30 | Almudena FBC                       | 3     | Cultural Roland                                 | 0     | Estadio Ccoripata     |
| 24/06/2023 | 12:00 | Pluma de Oro                       | 1 (4) | Universidad San Antonio Abad del Cusco - UNSAAC | 1 (3) | Estadio Cajonahuaylla |
| 24/06/2023 | 12:00 | Universidad Andina del Cusco - UAC | 0     | Juventud Progreso                               | 0     | Estadio El Hueco      |

## Tercera etapa - Semifinal
Partidos de Ida
| Fecha      | Hora  | Equipo 1         |   | Equipo 2          |   | Estadio                    |
| ---------- | ----- | ---------------- | - | ----------------- | - | -------------------------- |
| 29/06/2023 | 11:00 | Mariscal Gamarra | 4 | Juventud Progreso | 4 | Estadio Municipal de Poroy |
| 29/06/2023 | 12:30 | Pluma de Oro     | 1 | Almudena FBC      | 0 | Estadio Cajonahuaylla      |

Partidos de Vuelta
| Fecha      | Hora  | Equipo 1          |   | Equipo 2         |   | Estadio           |
| ---------- | ----- | ----------------- | - | ---------------- | - | ----------------- |
| 01/07/2023 | 12:30 | Juventud Progreso | 1 | Mariscal Gamarra | 0 | Estadio El Hueco  |
| 02/07/2023 | 11:00 | Almudena FBC      | 2 | Pluma de Oro     | 2 | Estadio Ccoripata |

## Cuarta etapa - Final
| Fecha      | Hora  | Equipo 1          |   | Equipo 2     |   | Estadio               |
| ---------- | ----- | ----------------- | - | ------------ | - | --------------------- |
| 08/07/2023 | 12:00 | Juventud Progreso | 0 | Pluma de Oro | 3 | Estadio Cajonahuaylla |

Los equipos de Pluma de Oro de San Jerónimo (Campeón) y Juventud Progreso que representa al distrito de Wanchaq (subcampeón), clasifican a la Etapa Departamental del Cusco 2023 como representantes de la provincia del Cusco.